# Ciechowski. Moja krew
Ciechowski. Moja krew – album Kasi Kowalskiej, wydany 26 listopada 2010 roku z okazji dziewiątej rocznicy śmierci Grzegorza Ciechowskiego. Zawarto na nim koncert zarejestrowany w Muzycznym Studiu Polskiego Radia im. Agnieszki Osieckiej, podczas którego artystka wykonała największe przeboje Republiki i Ciechowskiego. Wydawnictwo zawiera również DVD z relacją z przygotowań do koncertu, występami na żywo („Reinkarnacje” i „Nieustanne tango”), trwający 1:40 minut film z sesji zdjęciowej oraz galerię zdjęć.

## Lista utworów
1. „Republika” – 3:49
2. „Obcy astronom” – 4:48
3. „Kombinat” – 3:14
4. „Nieustanne tango” – 5:04
5. „Telefony” – 3:30
6. „Reinkarnacje” – 5:19
7. „Tak... tak... to ja” – 3:34
8. „Tak długo czekam (ciało)” – 4:21
9. „Nie pytaj o Polskę” – 4:32
10. „Moja krew” – 5:29

## Sprzedaż
| Lista | Kraj   | Pozycja |
| ----- | ------ | ------- |
| OLiS  | Polska | 17      |